# Amadis de Grèce

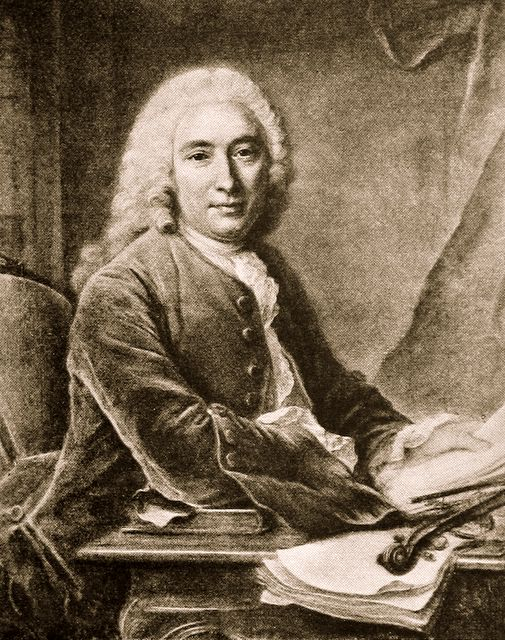
André Cardinal Destouches

Amadis de Grèce (Amadis av Grekland) är en opera med musik av den franske tonsättaren André Cardinal Destouches. Den hade premiär den 26 mars 1699 på Académie Royale de Musique (Parisoperan). Operan är i form av en tragédie en musique i en prolog och fem akter. Librettot skrevs av Antoine Houdar de la Motte och bygger på de medeltida Amadisromanerna. La Mottes text bearbetades senare till det italienska librettot till Händels opera seria Amadigi di Gaula (1715).  